# Euscelidia anthrax
Euscelidia anthrax là một loài ruồi trong họ Asilidae. Euscelidia anthrax được Janssens miêu tả năm 1957. Loài này phân bố ở vùng nhiệt đới châu Phi.